# Ǥ
Cette page contient des caractères spéciaux ou non latins. S’ils s’affichent mal (▯, ?, etc.), consultez la page d’aide Unicode.
Ne doit pas être confondu avec G barré obliquement.
Ǥ (minuscule ǥ), ou G barré est une lettre additionnelle qui est utilisée dans l'écriture du same de Skolt, du chimila, du kadiwéu et du kwak’wala. Elle était aussi utilisée dans l’écriture du same du Nord, et est parfois utilisée dans l’écriture du proto-germanique. Elle est formée d'un G diacrité par une barre inscrite horizontale. Il n’est pas à confondre avec l’ancienne lettre lettone, G barré obliquement, Ꞡ.

## Utilisation

Le G barré peut être barré à travers sa descendante, comme utilisé en same de Skolt, ou à travers son contrepoinçon, comme utilisé en kadiwéu.

En same de Skolt, le G barré est utilisé pour représenter une consonne fricative vélaire voisée [ɣ]. Sa graphie est formée d’un G et d’une barre à travers sa descendante pour la minuscule et à travers son fût droit pour la majuscule,.
Le g barré ‹ ǥ › a été utilisé en philologie ou linguistique germanique pour noté une consonne fricative vélaire voisée [ɣ], par exemple par Fritz Burg dans une étude des écrits runiques vieux-norrois publiée en 1885, ou par C. A. E. Jessen dans son alphabet phonétique présenté en 1861.
Le g cursif barré ‹  › est adopté comme symbole pour la consonne fricative vélaire voisée dans l’alphabet phonétique international en 1900, remplaçant le g à boucle ‹  ›. En 1931, il est remplacé à son tour par le gamma ‹ ɣ ›.

### G barre médiane
En kadiwéu, le G barré est utilisé pour représenter une consonne occlusive uvulaire voisée [ɢ]. Sa graphie est formée d’un G et d’une barre à travers son contrepoinçon.
En chimila, le G barré est utilisé dans l’alphabet développé lors d’ateliers organisés par la Société internationale de linguistique entre 2000 et 2002 et représente une consonne nasale vélaire voisée [ŋ].
Dans les années 1970, l’alphabet des langues camerounaises, proposé à la suite d’une conférence organisée par l’Unesco à Yaoundé, utilise un G barre médiane. Plusieurs ouvrages en langues bamiléké, comme le ghomala, le medumba ou le nufi, utilisent le G barre médiane. Celui-ci est remplacé par le digramme gh dans l’Alphabet général des langues camerounaises pour représenter une consonne fricative vélaire voisée [ɣ].
Le g barre médiane est utilisé comme symbole phonétique, notamment dans la transcription Norvegia, dans la transcription de la RFE ou la transcription du Vocabulario siciliano.

## Variantes et formes
| Majuscule | Minuscule | Description |
| --------- | --------- | --- |
|           |           | Formes utilisées en same de Skolt.                                                                                      |
|           |           | Formes plus rares. |
|           |           | Formes plus rares, utilisées en langues bamiléké dans les années 1970.                                                  |
|           |           | Formes barrées à travers la panse, utilisées en chimila et kadiwéu, ou encore en langues bamiléké dans les années 1970. |
|           |           | Formes de la minuscule tel qu’utilisée dans l’alphabet phonétique international avant d’être remplacé par le gamma [ɣ]. |
|           |           | |

## Représentations informatiques
Le G barré possède les représentations Unicode suivantes :
- précomposé (latin étendu B) :

| formes    | représentations | chaînes de caractères | points de code | descriptions                    |
| --------- | --------------- | --------------------- | -------------- | ------------------------------- |
| capitale  | Ǥ               | Ǥ                     | U+01E4         | lettre majuscule latine g barré |
| minuscule | ǥ               | ǥ                     | U+01E5         | lettre minuscule latine g barré |